# Kharibot
Kharibot (nepalski: खरिबोट) – gaun wikas samiti w zachodniej części Nepalu w strefie Gandaki w dystrykcie Gorkha. Według nepalskiego spisu powszechnego z 2001 roku liczył on 633 gospodarstw domowych i 3134 mieszkańców (1644 kobiet i 1490 mężczyzn).